# Mesosa pieli
Mesosa pieli es una especie de escarabajo longicornio del género Mesosa, categorizada en la tribu Mesosini, de la subfamilia Lamiinae. Fue descrita por Pic en 1936.

## Descripción
Mide 8-9 mm de longitud.

## Distribución
Se distribuye por China.